# Assanté
Assanté ist eine Stadt und ein Arrondissement im Departement Collines im westafrikanischen Staat Benin. Es ist eine Verwaltungseinheit, die der Gerichtsbarkeit der Kommune Glazoué untersteht. Die Stadt ist südöstlich von Aklankpa gelegen.

## Demografie und Verwaltung
Gemäß der Volkszählung 2013 des beninischen Statistikamtes INSAE hatte das Arrondissement 9704 Einwohner, davon waren 4825 männlich und 4879 weiblich.
Von den 68 Dörfern und Quartieren der Kommune Glazoué entfallen fünf auf Assanté:
1. Assanté
2. Gbanlin
3. Gbanlin-fifadji
4. Houin
5. Houin-Sègbèya